# Carolin Daniels
Carolin Daniels (* 10. Juni 1992) ist eine ehemalige deutsche Tennisspielerin.

## Karriere
Daniels begann mit sechs Jahren mit dem Tennisspielen, ihr bevorzugter Belag ist der Sandplatz. Sie spielte vorrangig Turniere auf dem ITF Women’s Circuit, bei denen sie einen Einzel- und 18 Doppeltitel gewann.
Im Mai 2015 erreichte sie bei den Internationaux de Strasbourg 2015 mit ihrer Doppelpartnerin Michelle Sammons erstmals das Viertelfinale eines Wettbewerbs auf der WTA Tour.
Ihr bislang letztes internationale Turnier spielte Daniels im Juni 2017 und seit Dezember 2018 wird sie nicht mehr in den Weltranglisten geführt.
2011 spielte sie für den THC im VfL Bochum 1848 in der 2. Tennis-Bundesliga.

## Turniersiege

### Einzel
| Nr. | Datum         | Turnier | Kategorie   | Belag | Finalgegnerin | Ergebnis |
| --- | ------------- | ------- | ----------- | ----- | ------------- | -------- |
| 1.  | 28. Juli 2013 | Horb    | ITF $10.000 | Sand  | Cindy Burger  | 7:5, 6:4 |

### Doppel
| Nr. | Datum              | Turnier                   | Kategorie   | Belag             | Partnerin           | Finalgegnerinnen                         | Ergebnis          |
| --- | ------------------ | ------------------------- | ----------- | ----------------- | ------------------- | ---------------------------------------- | ----------------- |
| 1.  | 24. September 2011 | Espinho                   | ITF $10.000 | Sand              | Karolina Novak      | Bárbara Luz Sheila Solsona Carcasona     | 6:3, 6:0          |
| 2.  | 7. Oktober 2011    | Settimo San Pietro        | ITF $10.000 | Sand              | Laura Schaeder      | Federica Di Sarra Alice Savoretti        | 7:5, 6:4          |
| 3.  | 21. April 2012     | Les Franqueses del Vallès | ITF $10.000 | Hartplatz         | Jewgenija Paschkowa | Sharrmadaa Baluu He Sirui                | 6:4, 6:3          |
| 4.  | 28. April 2012     | Bournemouth               | ITF $10.000 | Sand              | Dejana Raickovic    | Amy Bowtell Lucy Brown                   | 6:4, 6:3          |
| 5.  | 1. September 2012  | Rotterdam                 | ITF $10.000 | Sand              | Franziska König     | Anais Laurendon Morgane Pons             | 6:3, 6:4          |
| 6.  | 6. September 2012  | Engis                     | ITF $10.000 | Sand              | Laura Schaeder      | Valentini Grammatikopoulou Lena Lutzeier | 6:4, 6:1          |
| 7.  | 15. Februar 2013   | Leimen                    | ITF $10.000 | Hartplatz (Halle) | Laura Siegemund     | Antonia Lottner Daria Salnikova          | 6:1, 6:4          |
| 8.  | 17. August 2013    | Ratingen                  | ITF $10.000 | Sand              | Anna Klasen         | Bernice van de Velde Karolina Wlodarczak | 7:5, 6:2          |
| 9.  | 18. Januar 2014    | Stuttgart-Stammheim       | ITF $10.000 | Hartplatz (Halle) | Laura Schaeder      | Karin Kennel Lisa Ponomar                | 4:6, 6:1, [10:7]  |
| 10. | 15. Februar 2014   | Stockholm                 | ITF $10.000 | Hartplatz (Halle) | Margarita Lasarewa  | Luisa Marie Huber Nora Niedmers          | 7:5, 6:3          |
| 11. | 22. Februar 2014   | Altenkirchen              | ITF $10.000 | Teppich (Halle)   | Laura Schaeder      | Claudia Giovine Justine Ozga             | 1:6, 6:4, [10:7]  |
| 12. | 16. Mai 2014       | Båstad                    | ITF $10.000 | Sand              | Olha Jantschuk      | Anna Smolina Liubov Vasilyeva            | 6:4, 6:3          |
| 13. | 28. März 2015      | El Kantaoui               | ITF $10.000 | Sand              | Justyna Jegiołka    | Fatma Al-Nabhani Isabella Schinikowa     | 7:5, 5:7, [10:5]  |
| 14. | 2. Mai 2015        | Wiesbaden                 | ITF $25.000 | Sand              | Viktorija Golubic   | Cindy Burger Weronika Kapschaj           | 6:4, 4:6, [10:6]  |
| 15. | 30. Mai 2015       | Moskau                    | ITF $25.000 | Sand              | Aljona Sotnykowa    | Olga Ianchuk Daria Kasatkina             | 6:2, 7:610        |
| 16. | 1. August 2015     | Horb                      | ITF $15.000 | Sand              | Lidsija Marosawa    | Catalina Pella Guadalupe Pérez Rojas     | 7:63, 4:6, [10:7] |
| 17. | 22. August 2015    | Sankt Petersburg          | ITF $25.000 | Sand              | Lidsija Marosawa    | Natela Dzalamidze Weronika Kudermetowa   | 6:4, 4:6, [10:6]  |
| 18. | 10. Juni 2017      | Essen                     | ITF $25.000 | Sand              | Lidsija Marosawa    | Anita Husarić Kimberley Zimmermann       | 6:1, 6:4          |